# Деже Фелдеш
Деже Фелдеш (мађ. Földes Dezső, Grünfeld) је био мађарски мачевалац, олимпијски шампион у дисциплини сабља.

## Биографија
Од 1900. био је мачевалац Февароши Виво клуба, затим МАК-а (Мађарског атлетског клуба). Као ученик италијанског мајстора мачевања Анђела Торичелија, такмичио се и у мачевању и флорету. Освојио је своје једино првенство Мађарске у мачевању, али је постигао значајне успехе на међународним такмичењима у мачевању. Био је и члан мађарске мачевалачке репрезентације која је освојила олимпијско првенство на Летњим олимпијским играма 1908. и 1912. године.
Док је још био активан спортиста, добио је докторски сертификат за хирурга на Универзитету у Будимпешти. Године 1912. емигрирао је у Сједињене Америчке Државе и отворио санаторијум за сиромашне у Кливленду и одржавао је два диспанзера у америчкој и мађарској четврти. Учествовао је као члан жирија на такмичењима у мачевању на Летњим олимпијским играма 1932. године.